# Topfmine
Topfmine —  серия немецких круглых противотанковых мин с минимальным содержанием металла. Использовались немецкими войсками в 1944 во время второй мировой войны.
В конструкции мины использовался корпус из прессованного древесного волокна, картона, дёгтя со стеклянными вставками, что делало мину незаметной миноискателями войск антигитлеровской коалиции. Обычно, единственной металлической частью был детонатор.
Для возможности обнаружения и обезвреживания мин своими войсками, корпус мины был покрыт черным песком "Tarnsand" (камуфлирующий песок). Войска антигитлеровской коалиции обнаружили, что их миноискатели не могут обнаружить мину, в то время как немецкие миноискатели обнаруживают мину, помеченную песком Tarnsand.  Секрет песка Tarnsand был раскрыт только после войны, оказалось что песок представляет собой слаборадиоактивную субстанцию (монацитовый песок), который обнаруживали немецкие миноискатели, оборудованные счетчиком Гейгера.

## Topfmine A
Topfmine A  имела плоский куполообразный корпус с кольцевой проточкой для возможности прогибаться и становиться тем самым датчиком цели. Корпус изготавливался из прессованного древесного волокна и картона с пропиткой из дёгтя для водостойкости. Иногда корпус изготавливался из отходов от битуминозных углей. Взрыватель SF1 вставлялся снизу мины и закрывался стеклянной крышкой. Второй взрыватель также устанавливался с нижней части и делал мину неизвлекаемой. Конструкция взрывателя SF1 содержала только дерево и стекло, содержала детонатор и бустер.
Давление порядка 150 кг на нажимной диск отрывало его от корпуса мины и он попадал на стеклянный нажимной взрыватель. Наконечник взрывателя, двигаясь вниз, разбивал две капсулы с химическими реактивами провоцируя реакцию и запуская детонатор, бустер и подрыв основной массы взрывчатого вещества.
Производились две версии мины - полностью защищенная от влаги "To.Mi.A4531"  и обычная  "To.Mi.4531".

## Topfmine B
Topfmine B (To.Mi.B4531) была во многом схода с версией "A", основная разница была в форме корпуса без выступающей нажимной площадки. Эта версия имела внутреннее уплотнение от воды, не допуская попадания воды внутрь мины и вывод ее из строя.

## Topfmine C
Topfmine C (To.Mi.C4531 или Pappmine) имела иную форму корпуса в виде ограненного восьмигранника с центральным стеклянным взрывателем. Этот вариант имел тонкие стенки и мины могли детонировать вместе, если были слишком близко, на расстоянии менее 2 метров.

## Характеристики
|                  | Topfmine A | Topfmine B | Topfmine C |
| ---------------- | ---------- | ---------- | ---------- |
| Диаметр          | 330 мм     | 320 мм     | 340 мм     |
| Высота           | 140 мм     | 140 мм     | 140 мм     |
| Масса            | 9.5 кг     | 10 кг      | 9 кг       |
| Масса взрывчатки | 6 кг       | 6 кг       | 6 кг       |
| Чувствительность | 150 кг     | 150 кг     | 150 кг     |